# رينزو ليون غارسيا
رينزو ليون غارسيا (بالإسبانية: Renzo León García)‏ هو مجدف بيروفي، ولد في 14 أغسطس 1990 في ليما في بيرو.

## وصلات خارجية
- رينزو ليون غارسيا على موقع الاتحاد الدولي للتجديف (الإنجليزية)
- رينزو ليون غارسيا على موقع اللجنة الأولمبية الدولية (الإنجليزية)
- رينزو ليون غارسيا على موقع أوليمبيديا (الإنجليزية)